# James F. Lloyd
James Fredrick Lloyd (ur. 27 września 1922 w Helena, zm. 2 lutego 2012 w Pensacola) – amerykański polityk, członek Partii Demokratycznej.

## Działalność polityczna
W okresie od 3 stycznia 1975 do 3 stycznia 1981 przez trzy kadencje był przedstawicielem 35. okręgu wyborczego w stanie Kalifornia w Izbie Reprezentantów Stanów Zjednoczonych.
Zmarł 2 lutego 2012 w wyniku wypadku samochodowego, do którego doszło 22 stycznia.